# 日本大通
日本大通（にほんおおどおり）は、神奈川県横浜市中区の町名および道路。
道路は日本初の西洋式街路とされており、菊池道路環境賞などを受賞しているほか、平成14年度には国土交通省手づくり郷土賞（地域整備部門）受賞。
横浜市中心部の関内地区にあり、神奈川県庁などが位置する官庁街となっている。「丁目」の設定のない単独町名である。住居表示は未実施。

## 地理
北東から南西方向にやや長い長方形の町域を持ち、面積は0.096km²。中央を北東 - 南西に日本大通り、北西 - 南東に本町通りが貫き、港郵便局前交差点で交わる。北東は海岸通りを挟んで海岸通、南東は大桟橋通りを挟んで山下町、南西は横浜公園、北東はみなと大通りを挟んで元浜町・北仲通・本町・南仲通・弁天通・太田町・相生町に接する。港郵便局前交差点の北はキングの塔の別名を持つ神奈川県庁本庁舎、東は横浜港郵便局や横浜開港資料館、県庁分庁舎、南は中区役所や横浜情報文化センター、神奈川県住宅供給公社、朝日新聞社横浜総局、西は横浜地方検察庁・横浜地方裁判所・横浜簡易裁判所や日本銀行横浜支店などが位置する。本町通り地下にはみなとみらい線が通り、日本大通り駅が設けられている。2000年（平成12年）の国勢調査では住民は1人であったが、オフィスビル跡にマンションが建つ。

## 沿革
かつての久良岐郡横浜村の一部に当たる。1859年（安政6年）の横浜港開港の際に外国人居留地となったが、当初は町名が設けられなかった。1866年（慶応2年）の大火を契機に外国人側は居留地の拡張・拡充を要求、横浜居留地改造及競馬場墓地等約書が定められ、大規模な区画整理が行われた。1870年（明治3年）に横浜公園と象の鼻波止場を結ぶ街路が完成、この通りは1875年（明治8年）に日本大通りと名付けられる。1879年（明治12年）に外国人居留地に町名が設けられ、当地は通りの名をとって日本大通と名付けられた。1889年（明治22年）の市制施行に際して、日本大通り（にっぽんおおどおり）が設置された。1899年（明治32年）7月24日に山下町に統合され、山下町字日本大通となったが、1928年（昭和3年）9月1日に境町全域と山下町・本町の一部から改めて日本大通（にほんおおどおり）が新設された。

### 日本初の西洋式街路
イギリス人建築家リチャード・ブラントンの設計により、1870年（明治3年）に日本初の西洋式街路としてほぼ完成した。当時は歩道3メートル・植樹帯9メートルを含む36メートルの幅員を持ち、横浜のメインストリートの役割を果たした。下水道と一体で整備され、マカダム舗装された日本大通りは「近代都市計画の嚆矢」と評されることもあるが、『横浜居留地改造及競馬場草地等約書』に「火災を防がんため」とあるように、当初は都市景観のためではなく、火除地・防火帯としての機能と、日本人街とのゾーニングのために設計された広小路の一種と考えられる。
関東大震災の復興事業により幅員が削られ、植樹帯は銀杏並木に変えられたが、2002年（平成14年）の再整備により、完成当時に近い規模に復元された。港郵便局前交差点と開港資料館前交差点の間は国道133号の一部となっており、それ以外の区間は横浜市道日本大通となっている。2007年（平成19年）に国の登録記念物（名勝地関係）に登録された。

### 受賞歴
- 2009年（平成21年）：第4回横浜・ひと・まちデザイン賞「地域まちづくり部門」・「まちなみ景観部門」受賞[17]
- 2011年（平成23年）：都市景観大賞「都市景観部門」大賞（国土交通大臣賞）[18]
- 2014年（平成26年）：第5回かながわ観光大賞「観光による地域活性化事業部門」大賞[19]

## 景観

### 銀杏並木
現在の銀杏並木は、関東大震災後の復興事業で整備されたものである。

### オープンカフェ
歩道部はオープンカフェのスペースとして利用されている。2022年4月からは歩行者利便増進道路（ほこみち）として指定された。

## 世帯数と人口
2025年（令和7年）6月30日現在（横浜市発表）の世帯数と人口は以下の通りである。
| 町丁     | 世帯数  | 人口  |
| -------- | ------- | ----- |
| 日本大通 | 166世帯 | 239人 |

### 人口の変遷
国勢調査による人口の推移。
| 年                 | 人口 |
| ------------------ | ---- |
| 2010年（平成22年） | 281  |
| 2015年（平成27年） | 225  |
| 2020年（令和2年）  | 291  |

### 世帯数の変遷
国勢調査による世帯数の推移。
| 年                 | 世帯数 |
| ------------------ | ------ |
| 2010年（平成22年） | 180    |
| 2015年（平成27年） | 143    |
| 2020年（令和2年）  | 211    |

## 学区
市立小・中学校に通う場合、学区は以下の通りとなる（2024年11月時点）。
| 番地 | 小学校             | 中学校                 |
| ---- | ------------------ | ---------------------- |
| 全域 | 横浜市立本町小学校 | 横浜市立横浜吉田中学校 |

## 事業所
2021年現在の経済センサス調査による事業所数と従業員数は以下の通りである。
| 町丁     | 事業所数  | 従業員数 |
| -------- | --------- | -------- |
| 日本大通 | 305事業所 | 9,547人  |

### 事業者数の変遷
経済センサスによる事業所数の推移。
| 年                 | 事業者数 |
| ------------------ | -------- |
| 2016年（平成28年） | 243      |
| 2021年（令和3年）  | 305      |

### 従業員数の変遷
経済センサスによる従業員数の推移。
| 年                 | 従業員数 |
| ------------------ | -------- |
| 2016年（平成28年） | 5,670    |
| 2021年（令和3年）  | 9,547    |

## その他

### 教会
- 日本キリスト教会横浜海岸教会

### 日本郵便
- 郵便番号：231-0021[3]（集配局：横浜港郵便局[27]）

### 警察
町内の警察の管轄区域は以下の通りである。
| 番・番地等 | 警察署       | 交番・駐在所 |
| ---------- | ------------ | ------------ |
| 全域       | 加賀町警察署 | 本町交番     |